# Col d'Urbeis
Le col d'Urbeis, parfois appelé jadis col de Lubine, est un col d'importance secondaire du massif des Vosges.

## Géographie
Le col relie le canton de Provenchères-sur-Fave dans les Vosges et le canton de Villé dans le Bas-Rhin. Il est peu utilisé par les poids lourds. La départementale 214 s'en échappe vers le nord pour rejoindre le Climont puis le col de la Salcée.

## Histoire
Comme de nombreux cols du massif, celui d'Urbeis a été frontalier entre 1873 et 1918. Du côté lorrain, le restaurant « Au Premier Français » hébergeait alors la douane française. Les douaniers allemands, plus éloignés du poteau-frontière, occupaient la dernière maison d'Urbeis.

## Cyclisme

### Tour de France Femmes
Le col est au programme de la 6e étape du Tour de France Femmes 2022. Placé en début de parcours, il est classé en 4e catégorie. La Néerlandaise Maaike Boogaard passe en tête au sommet.